# Palace Hotel (Semmering)

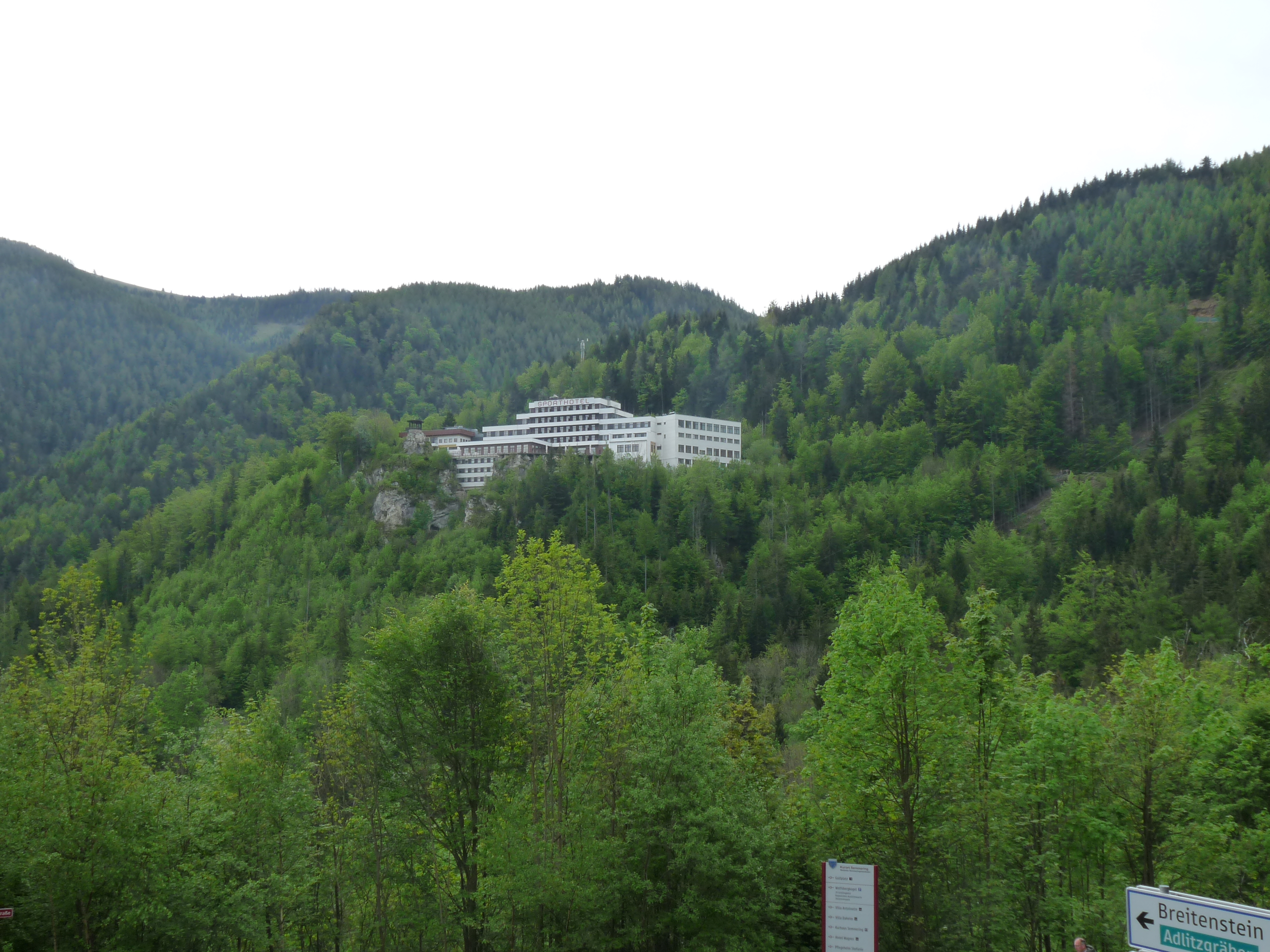
Das heutige Sporthotel Semmering (2019)

Das Palace Hotel, heute als Sporthotel Semmering firmierend, ist ein Hotel am Semmering in Niederösterreich auf 1040 Meter Seehöhe.

## Geschichte
Das Haus wurde 1913 vom Hotelier Josef Deisinger, der das Hotelgewerbe von der Jugend auf gelernt hatte, eröffnet. Der an exponierter Lage auf dem Felsen der sogenannten Emma-Höhe liegende, nüchtern-kubisch gestaltete Stahlbetonbau wurde von Emanuel Svertnik geplant und bot in seiner Gesamtanlage damals „das Modernste vom Modernen“. Allerdings konnte sich der Neo-Hotelier Deisinger nur schwer gegen die arrivierten Häuser am Semmering – Südbahnhotel, Panhans, Erzherzog Johann und das 1909 eröffnete Kurhaus Semmering – durchsetzen, die eingesessenen Hoteliers versuchten ihrerseits, das neue Hotel nach Maßgabe zu boykottieren.
Das Hotel bildete den einzig architektonisch modernen Hotelbau am Semmering, brachte den Hotelier durch Baumängel und schwer zu kalkulierende Risiken bald in finanzielle Nöte. Zudem nahm der Konkurrenzkampf mitunter bizarre Formen an, speziell der Hotelier Panhans wurde ein erbitterter Gegner Deisingers. Zudem führte die an der Passhöhe abzweigende Zufahrtsstraße zum Hotel über ein Grundstück im Besitz von Panhans, der die Benützung kurzerhand noch vor Baubeginn verweigerte. Deisinger sah sich gezwungen, eine Standseilbahn von der unterhalb vorbeiführenden Semmeringstraße zu seinem Hotel zu errichten, welche am 16. September 1913 kollaudiert wurde. Sie überwand bei einer Länge von 154 Metern einen Höhenunterschied von 86 Metern.
Josef Deisinger machte aus der Not eine Tugend und bewarb Hotel und Seilbahn dementsprechend aufwändig. Er warb mit „Schweizer Pension“, der windgeschützten und nebelfreien Lage, Dachterrasse sowie der großen Terrasse mit Aussicht auf Schneeberg und Rax. Für den Wintersport ließ der Hotelier eine eigene Rodelbahn mit elektrischem Schlittenaufzug errichten. Als die Auseinandersetzung mit der Konkurrenz immer stärker wurde, kaufte Deisinger bei der Marine in Pola einen elektrischen Suchscheinwerfer und leuchtete damit demonstrativ in die Landschaft und zur Semmeringbahn – angeblich auch, um einige Semmeringer zu blenden.
Nach dem Untergang der Donaumonarchie war Deisingers Hotel finanziell am Ende, so dass dieser 1919 sein Haus an den Besitzer des Kurhotels, Dr. Viktor Hecht, verkaufen musste. Dieser führte das Haus fortan als exklusives Sanatorium und ließ das Hotel erweitern. Die Standseilbahn wurde nach der Erlaubnis zur Benützung der Straße in der Zwischenkriegszeit abgebaut, Reste davon sind noch im Gelände erkennbar. 1936 erfolgte ein weiterer Verkauf.
Im Zweiten Weltkrieg wurde das Hotel beschlagnahmt und diente als Lazarett, es konnte erst 1946 wieder in Betrieb gehen. Allerdings unterblieb einer Modernisierung vorerst. Ab 1952 war das Haus in Besitz der Sowjetischen Mineralölverwaltung, später für lange Jahre der ÖMV, welche es als „OMV Palace Hotel“ führte. Seit 2012 war das damalige Viersterne-Hotel unter der Führung der Artis-Hotelgruppe und steht heute im Besitz der Sporthotel am Semmering Betriebs GmbH, einer Schwesterfirma der Semmering Hirschenkogel Bergbahnen. Es bietet 95 Zimmer.